# Ioan Silviu Suciu
Ioan Silviu Suciu (Sibiu, 24 de novembro de 1977) foi um ginasta que competiu em provas de ginástica artística pela Romênia.
Suciu é o detentor de uma medalha olímpica, de bronze, conquistada na edição de Atenas em 2004. Na ocasião, sua equipe subiu ao pódio na terceira colocação após ser superada pelos times japonês e norte-americano, ouro e prata respectivamente. Em campeonatos mundiais, o atleta é ainda o detentor de uma medalha de prata, conquistada na prova do cavalo com alças na edição de Melbourne, em 2005.